# Celălalt (filozofie)

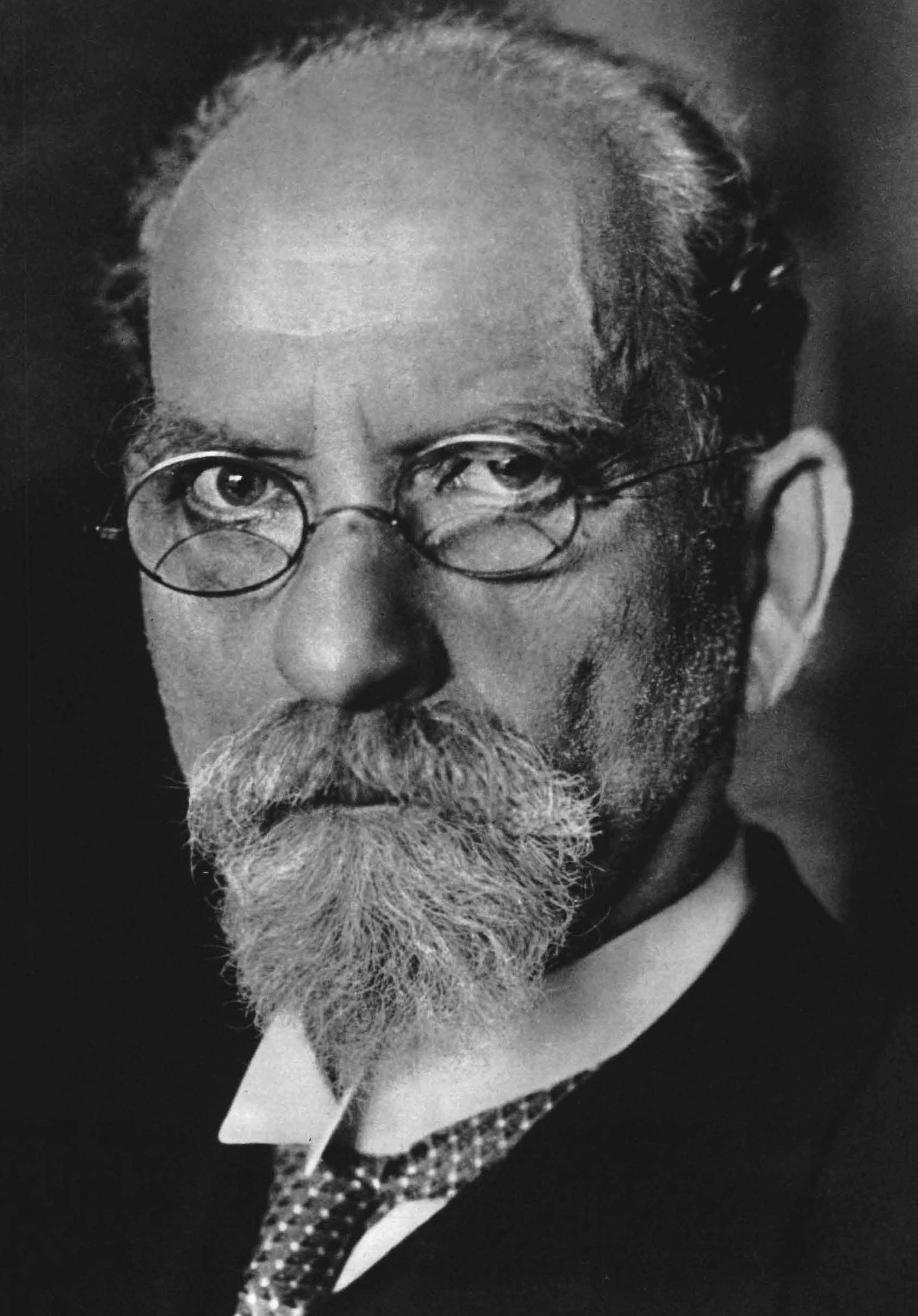
Fondatorul fenomenologiei, Edmund Husserl, a identificat Celălalt ca fiind una dintre bazele conceptuale ale intersubiectivității, a relațiilor dintre oameni.

În fenomenologie, termenii Celălalt și Celălalt constitutiv identifică o altă ființă umană în raport cu propria ființă, fiind percepută în diferențele ei de propriul sine ca un factor constitutiv-cumulativ al imaginii de sine a unei persoane; prin urmare, Celălalt este diferit de Sine și, în același timp, opusul Sinelui. Celălalt constitutiv este relația dintre personalitatea (natura esențială) și persoana (corpul) unei ființe umane; relația dintre caracteristicile esențiale și superficiale ale identității personale care corespunde relației dintre caracteristicile opuse, dar corelative, ale Sinelui, deoarece această diferență este o diferență interioară în cadrul Sinelui.

## Context

### Filozofie
Conceptul de Sine necesită existența Celuilalt ca entitate omoloagă necesară pentru definirea Sinelui; la sfârșitul secolului al XVIII-lea, Georg Wilhelm Friedrich Hegel (1770-1831) a introdus conceptul de Celălalt ca parte componentă a conștiinței de sine (interesul față de Sine), care completează teoria cu privire la autocunoaștere (capacitatea de introspecție) propusă de Johann Gottlieb Fichte (1762-1814). Vezi: Fenomenologia spiritului (1807).
Edmund Husserl (1859-1938) a folosit conceptul de Celălalt ca bază a intersubiectivității, a relațiilor psihologice dintre oameni. În cartea Cartesian Meditations: An Introduction to Phenomenology (1931), Husserl a afirmat că Celălalt reprezintă un alter ego, adică un alt eu. Ca atare, persoana Celălalt a pus o problemă de natură epistemologică, fiind înțeles doar ca o percepție a conștiinței de sine.

### Etică
In Totality and Infinity: An Essay on Exteriority (1961), Emmanuel Lévinas a afirmat că filozofia de până atunci a redus termenul Celălalt constitutiv la rangul de obiect al conștiinței prin neconservarea alterității sale absolute - condiția înnăscută a alterității, prin care Celălalt transcende într-un mod radical Sinele și totalitatea rețelei sociale, în care este plasat Celălalt. Ca o provocare pentru siguranța de sine, existența Celuilalt este o problemă de etică, deoarece prioritatea etică a Celuilalt echivalează cu primatul eticii asupra ontologiei în viața reală.

## Legături externe
- The Centre for Studies in Otherness